# Они сделали нас такими
«Они сделали нас такими» (англ. As They Made Us)  — американский драматический фильм 2022 года, полнометражный режиссёрский дебют Маим Бялик по её же сценарию. В главных ролях Дианна Агрон, Саймон Хелберг, Кэндис Берген и Дастин Хоффман. Он был выпущен в кинотеатрах и на видео по запросу компанией Quiver Distribution 8 апреля 2022 года. Получил в основном положительные отзывы критиков.

## Сюжет
Сюжет повествует об Эбигейл (Агрон), уставшей от жизни разведённой матери двоих детей, и о последних мгновениях, которые она и её семья проводят с умирающим от рака отцом (Хоффман).

## В ролях
- Дианна Агрон — Эбигейл
- Саймон Хелберг — Нэйтан
- Кэндис Берген — Барбара
- Дастин Хоффман — Юджин
- Джастин Чу Кэри — Джей
- Чарли Уэбер — Питер, бывший муж Эбигейл
- Джулиан Гант — медсестра Гаррик
- Джон Воллман — доктор Ашкенази
- Света Кесвани — доктор Патель

## Производство
В сентябре 2019 года было сообщено, что актриса Маим Бялик дебютирует в качестве сценариста и режиссёра в драматическом фильме под рабочим названием As Sick as They Made Us.   В ноябре 2019 года было объявлено, что в главных ролях сыграют Дастин Хоффман, Кэндис Берген, Саймон Хелберг и Оливия Тирлби.   В интервью в декабре 2020 года Бялик объявила, что приступит непосредственно к съёмочному процессу  по завершении пандемии COVID-19.  
В апреле 2021 года стало известно, что  Агрон заменила Тирлби из-за срыва графика, вызванного пандемией.   В июне 2021 года к актёрскому составу присоединились Джастин Чу Кэри и Чарли Уэбер, вскоре после начала съёмок в Нью-Джерси.
Сообщается, что фильм был вдохновлён собственным опытом Бялик, пережившей смерть  отца несколькими годами ранее. 